# Oleg Reabciuk
Oleg Reabciuk (Chișinău, 16 de enero de 1998) es un futbolista moldavo que juega como defensa en el F. C. Spartak de Moscú de la Liga Premier de Rusia.

## Selección nacional
Tras jugar con la selección de fútbol sub-19 de Moldavia, finalmente debutó con la selección absoluta el 27 de marzo de 2018. Lo hizo en un partido amistoso contra Costa de Marfil que finalizó con un resultado de 2-1 a favor del combinado marfileño tras los goles de Artur Ioniţă para Moldavia, y de Roger Assalé y de Nicolas Pépé para Costa de Marfil.

## Clubes
| Club                    | País     | Año       | Partidos | Goles |
| ----------------------- | -------- | --------- | -------- | ----- |
| F. C. Porto "B"         | Portugal | 2017-2019 | 47       | 4     |
| F. C. Paços de Ferreira | Portugal | 2019-2020 | 44       | 2     |
| Olympiakos de El Pireo  | Grecia   | 2021-2023 | 120      | 3     |
| F. C. Spartak de Moscú  | Rusia    | 2023-     | 55       | 0     |

## Palmarés

### Títulos nacionales
| Título              | Club             | País   | Año  |
| ------------------- | ---------------- | ------ | ---- |
| Superliga de Grecia | Olympiacos F. C. | Grecia | 2021 |
| Superliga de Grecia | Olympiacos F. C. | Grecia | 2022 |